# Verwaltungsgemeinschaft Klingenberg
Die Verwaltungsgemeinschaft Klingenberg ist eine Verwaltungsgemeinschaft im Freistaat Sachsen. Sie liegt im Westen des Landkreises Sächsische Schweiz-Osterzgebirge etwa 30 km südwestlich der Landeshauptstadt Dresden, zirka 15 km südöstlich von Freiberg, 11 km westlich der Großen Kreisstadt Dippoldiswalde und zirka 20 km nördlich der Grenze zur Tschechischen Republik.
Landschaftlich befindet sich das Gemeinschaftsgebiet an den Nordhängen des Osterzgebirges oberhalb des Weißeritztales. Es grenzt im Norden an den Tharandter Wald. Im Gemeinschaftsgebiet liegen die Talsperren  Klingenberg und Lehnmühle und deren Zufluss, die Wilde Weißeritz. Nördlich des Gemeinschaftsgebietes verläuft die Bundesstraße 173, südlich die B 171 und östlich die B 170.
Die Verwaltungsgemeinschaft wurde am 1. Januar 2000 als Verwaltungsgemeinschaft Pretzschendorf gebildet. Durch den Zusammenschluss von Pretzschendorf mit der Nachbargemeinde Höckendorf zum 31. Dezember 2012 änderte die Verwaltungsgemeinschaft ihren Namen.

## Mitgliedsgemeinden
- Hartmannsdorf-Reichenau mit den Ortsteilen Hartmannsdorf und Reichenau
- Klingenberg mit den Ortsteilen Beerwalde, Borlas, Colmnitz, Friedersdorf, Höckendorf, Klingenberg, Obercunnersdorf, Paulshain, Pretzschendorf, Röthenbach und Ruppendorf.